# David Myatt
David Myatt (n. 1950), conocido también como David Wulstan Myatt y como Abdelaziz ibn Myatt es un activista británico, antiguo converso al islam, antiguo teórico nacionalsocialista y teórico de la corriente de pensamiento de la «vía numinosa» (numinous way).

## Biografía
David Myatt nació en Tanzania, donde su padre era funcionario de la administración colonial británica. Más adelante, la familia se trasladó al Extremo Oriente, donde Myatt estudió artes marciales. En 1967, se trasladó a Inglaterra para completar su instrucción escolar, hasta abandonar los estudios para centrarse en el activismo político. 

### Activismo
En 1968, Myatt se unió al nacionalsocialista Movimiento Británico (British movement) recién fundado por Colin Jordan, y actuó en ocasiones como guardaespaldas de éste en reuniones y mítines. Durante los años 70 y hasta los 90 se mantuvo implicado en organizaciones paramilitares y neonazis como Column 88 y Combat 18, militancia por la que fue encarcelado dos veces por delitos violentos.
Cofundó junto a Edward Morrison la organización neonazi National Democratic Freedom Movement, «cuyo objetivo era liberar bienes, protegerlos y hacer algo de dinero con el propósito inicial de ayudar a nuestra lucha política» y que estuvo activo en la ciudad de Leeds a inicios de los 70. Myatt fue arrestado por la policía del condado de Yorkshire y encarcelado por la dirección de un movimiento calificado por el ultraderechista John Tyndall de «banda criminal».
Fue también cofundador del grupo también neonazi Reichsfolk, que  «buscaba crear una nueva élite aria, la “Legión de Adolf Hitler”, y preparar el camino para una edad de oro que sustituyese “el repugnante y decadente presente, con sus valores deshonrosos y sus individuos débiles y sin honor”».
A inicios de la década de 1980 trató de establecer una comunidad rural en el condado inglés de Shropshire, según Myatt basado en los principios nacionalsocialistas de «sangre y suelo» y vinculada por observadores críticos con alguna forma de ocultismo nazi.
A mediados de la década de 1990, Myatt fundó y fue el primer dirigente de un Movimiento Nacionalsocialista (National Socialist Movement).
Según George Michael, 1998 Myatt asumió el liderazgo de la organización paramilitar Combat 18 tras el encarcelamiento por asesinato del líder anterior, Charles Sargent.

#### «Guía práctica para la revolución aria»
En noviembre de 1997, Myatt publicó en internet un panfleto titulado Practical Guide to Aryan Revolution («Guía práctica para la revolución aria») que incluía epígrafes como «Asesinato», «Atentados con bomba» y «Guerra racial». Según Michael Whine, del Consejo de los Diputados de los Judíos Británicos, «el contenido proporcionaba una guía paso a paso para una insurrección terrorista con consejos sobre objetivos de asesinatos, fundamentaciones teóricas del atentado con bomba y las campañas de sabotaje, y normas de combate». En febrero de 1998, detectives de Scotland Yard asaltaron el domicilio de Myatt en Worcestershire y se incautaron de sus ordenadores y archivos. Myatt fue detenido e imputado de incitación al asesinato y al odio racial, pero el caso fue sobreseído por insuficiencia de los indicios aportados por las instituciones judías canadienses.
Se ha argumentado que el panfleto de Myatt influyó en las acciones de 1999 de David Copeland («el bombardero de los clavos de Londres»), miembro también del Movimiento Nacionalsocialista de Myatt que colocó bombas en lugares de la capital británica frecuentados por negros, asiáticos y gays, matando a tres personas y un nasciturus.

### Conversión al islam yyihadismo
Myatt se convirtió al islam en 1998. Según declaró al profesor universitario George Michael, tomó la decisión trabajando en una granja en Inglaterra, movido por un sentimiento de afinidad con la naturaleza e impresionado por la militancia de grupos islamistas, creyendo que compartía enemigos comunes con el islam, en particular «el Occidente del capitalismo consumista y la finanza internacional». Tras su conversión, Myatt —que adoptó el nombre de Abdul-Aziz ibn Myatt— se disoció del nacionalismo y el racismo hasta llegar a condenar el racismo en nombre del islam.
Myatt viajó y dio conferencias en distintos países árabes, y escribió una de las defensas más detalladas publicadas en inglés de los atentados suicidas islamistas y del asesinato de civiles en tales acciones. Declaró apoyar a Osama bin Laden y los talibanes, y calificó el genocidio judío durante la Segunda Guerra Mundial de «montaje» (hoax). El politólogo israelí Ely Karmon sostuvo en un grupo de trabajo de la OTAN en 2005 que Myatt había llamado a «todos los enemigos de los sionistas a unirse a la yihad» contra los judíos y los Estados Unidos.
Según un artículo publicado en The Times el 24 de abril de 2006, Myatt creía entonces que «el islam puro y auténtico del renacer, que reconoce la yihad práctica como un deber, es la única fuerza capaz de combatir y destruir el deshonor, la arrogancia y el materialismo de Occidente... Para Occidente, nada es sagrado salvo tal vez los sionistas, el sionismo, el montaje del llamado Holocausto y los ídolos que adoran o pretenden adorar Occidente y sus lacayos, como la democracia... La yihad es nuestro deber. Si los nacionalistas, o algunos de ellos, desean ayudarnos, pueden hacer lo correcto, lo honorable, y convertirse, volver al islam, aceptando la superioridad del islam por encima de todos y cada uno de los caminos de Occidente».

### Abandono del islam
En 2010, Myatt proclamó haber abandonado el islam tras desarrollar su propia cosmovisión, de la que escribió que «la vía de Pathei-Mathos es una vía ética, interior, personal, no política, no interfiriente y no religiosa sino espiritual vía de reflexión individual, cambio individual y vida empática, en la que existe una conciencia de la importancia de virtudes como la compasión, la humildad, la tolerancia, la amabilidad y el amor».